# Hendurabi
L'isola di Hendurabi (in persiano: هندرابی )  si trova nel Golfo Persico, tra le isole di Lavan e Kish. Appartiene all'Iran, provincia di Hormozgan, shahrestān di Bandar Lengeh, circoscrizione di Kish. Il suo nome deriva dal termine persiano Andar-abi che significa "dentro le acque".